# ブランドン・クラーク
ブランドン・クラーク（Brandon Clarke, 1996年9月19日 - ）は、カナダ・ブリティッシュコロンビア州バンクーバー出身のプロバスケットボール選手。NBAのメンフィス・グリズリーズに所属している。ポジションはパワーフォワードまたはセンター。

## 経歴
カナダ、ブリティッシュコロンビア州バンクーバーでカナダ人の母、ジャマイカ人の父の間に生まれ、3歳の時にアリゾナ州フェニックスに移住した。フェニックスのデザート・ビスタ高等学校に入学し、2015年に優勝し、地方新聞アリゾナ・リパブリック紙で、オール・アリゾナに選ばれた。

### カレッジ
サンノゼ州立大学で2シーズンプレーし、1年次にマウンテン・ウェスト・カンファレンスで、平均10.1得点、7.3リバウンドを記録し、シックスマン賞を受賞した。2年次には、平均17.3得点、8.7リバウンド、2.6ブロック、2.3アシストを記録し、オール・マウンテン・ウェストの1st.チームと、オール・ディフェンシブ・チームに選出された。２シーズンの後、ゴンザガ大学ブルドッグスに転校した。
3年次に、ウェスト・コースト・カンファレンスの新人賞、最優秀守備選手賞、オール・ウェスト・コースト1stチームに選ばれた。カンファレンスで新人賞、最優秀守備選手賞を同時受賞したは初めての選手となった。スポーティングニュース紙のオール・アメリカン3rd.チームにも選ばれた。
2019年3月23日、NCAAトーナメント戦で、キャリアハイとなる 36得点を挙げる傍ら、8リバウンド、5ブロック、3アシストを記録し、シャキール・オニール、デビッド・ロビンソンに続き、NCAAトーナメントで35得点以上で、5ブロックを記録した3人目の選手となった。NCAAトーナメントのチーム得点記録もアダム・モリソンを抜き歴代1位となった。

## NBAキャリア

### メンフィス・グリズリーズ
2019年のNBAドラフトにて全体21位でオクラホマシティ・サンダーに指名された。2019年7月7日、ダリアス・ベイズリー、将来のドラフト2巡目指名権との引き換えに、メンフィス・グリズリーズにトレードされた。2019年のNBAサマーリーグでは4回のダブル・ダブルを記録するなど、MVPに選出された。2019年10月23日、NBAデビューとなったマイアミ・ヒート戦で、ベンチ出場から8得点、7リバウンド、1アシスト・1ブロックを記録したが、チームは101-120で敗北した。1年目の2019-20シーズンは、58試合（4先発）に平均22.4分の出場で12.1得点、5.9リバウンド、1.4アシスト、0.6スティール、0.8ブロックなどを記録し、オールルーキー1stチームを受賞した（新人王はジャ・モラント）。
4年目の2022-23シーズン、2023年3月3日のデンバー・ナゲッツ戦で左足アキレス腱断裂の重傷を負って、シーズン終了となった。

## 個人成績

### NBA

#### レギュラーシーズン
| シーズン | チーム | GP  | GS | MPG  | FG%  | 3P%  | FT%  | RPG | APG | SPG | BPG | PPG  |
| -------- | ------ | --- | -- | ---- | ---- | ---- | ---- | --- | --- | --- | --- | ---- |
| 2019–20  | MEM    | 58  | 4  | 22.4 | .618 | .359 | .759 | 5.9 | 1.4 | .6  | .8  | 12.1 |
| 2020–21  | MEM    | 59  | 16 | 24.0 | .517 | .260 | .690 | 5.6 | 1.6 | 1.0 | .9  | 10.3 |
| 2021–22  | MEM    | 64  | 1  | 19.5 | .644 | .227 | .654 | 5.3 | 1.3 | .6  | 1.1 | 10.4 |
| 2022–23  | MEM    | 56  | 8  | 19.5 | .656 | .167 | .723 | 5.5 | 1.3 | .6  | .8  | 10.0 |
| 2023–24  | MEM    | 6   | 1  | 22.4 | .559 | .167 | .143 | 5.3 | 1.5 | .8  | 1.0 | 11.3 |
| 2024–25  | MEM    | 64  | 18 | 18.9 | .621 | .059 | .701 | 5.1 | 1.0 | .8  | .6  | 8.3  |
| 通算     | 通算   | 307 | 48 | 20.8 | .606 | .266 | .698 | 5.5 | 1.3 | .7  | .8  | 10.2 |

#### プレーオフ
| シーズン | チーム | GP | GS | MPG  | FG%  | 3P%  | FT%  | RPG | APG | SPG | BPG | PPG  |
| -------- | ------ | -- | -- | ---- | ---- | ---- | ---- | --- | --- | --- | --- | ---- |
| 2021     | MEM    | 2  | 0  | 4.5  | .500 | ---  | ---  | .5  | .0  | .0  | .5  | 1.0  |
| 2022     | MEM    | 12 | 0  | 24.7 | .615 | .000 | .667 | 7.0 | 2.0 | .8  | .8  | 12.3 |
| 通算     | 通算   | 2  | 0  | 4.5  | .500 | .000 | .000 | .5  | .0  | .0  | .5  | 1.0  |

### カレッジ
| シーズン | チーム           | GP | GS | MPG  | FG%   | 3P%  | FT%  | RPG | APG | SPG | BPG | PPG  |
| -------- | ---------------- | -- | -- | ---- | ----- | ---- | ---- | --- | --- | --- | --- | ---- |
| 2015–16  | サンノゼステート | 31 | 3  | 23.5 | .634  | .167 | .561 | 5.6 | 1.5 | .7  | 1.2 | 8.8  |
| 2016–17  | サンノゼステート | 30 | 30 | 31.9 | .592  | .333 | .572 | 8.7 | 2.3 | 1.2 | 2.6 | 17.3 |
| 2018–19  | ゴンザガ         | 37 | 36 | 28.1 | .687* | .267 | .694 | 8.6 | 1.9 | 1.2 | 3.1 | 16.9 |
| 通算     | 通算             | 98 | 69 | 27.8 | .639  | .250 | .618 | 7.7 | 1.9 | 1.0 | 2.3 | 14.5 |